# Ametrin

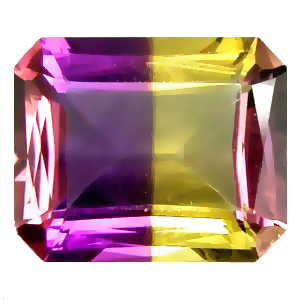
Ametrin artificial

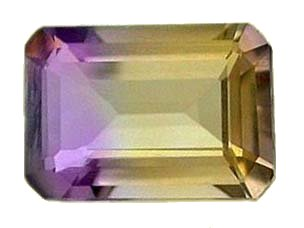
Ametrin natural

Ametrinul este o varietate de cuarț, care mai este numită tristin, bolivianit sau amecitrin. Această piatră semi-prețioasă se găsește în: Bolivia, SUA, Mozambic și Africa de Sud.

## Etimologie
Denumirea mineralului vine de la numele celor 2 pietre semi-prețioase din care este compus: Ametist + citrin = Ametrin.

## Formulă
Formula chimică a ametrinului este: SiO 2 + Fe.

## Duritate
Ametrinul are o duritate de 7 pe scara Mohs.

## Culoare
În stare naturală, ametrinul este transparent, galben-violet, portocaliu-violet, violet cu mici pete aurii, maroniu-violet. Ametrinul artificial poate avea toate culorile enumerate mai sus, și, înafară de acestea, verde.

## Luciu
Luciul ametrinului este sticlos sau gras.

## Falsificare
Ametrinul poate fi falsificat prin încălzirea ametistului la temperaturi mari, el devenind astfel citrin, sau ametrin.